# Availles-Thouarsais
Availles-Thouarsais é uma comuna francesa na região administrativa da Nova Aquitânia, no departamento de Deux-Sèvres. Estende-se por uma área de 10,85 km². Em 2010 a comuna tinha 196 habitantes (densidade: 18,1 hab./km²).